# Tetraponera oligocenica
Sima oligocenica
Espèce
Synonymes
- †Sima oligocenica Théobald 1937

Tetraponera oligocenica est une espèce fossile de guêpes appartenant à la famille des Formicidae, dans la super-famille des Vespoidea et la sous-famille des Pseudomyrmecinae, dans le genre Tetraponera.

## Classification
L'espèce Tetraponera oligocenica est décrite en 1937 par le paléontologue français Nicolas Théobald (1903-1981) dans sa thèse sous le nom de Sima oligocenica, dans la sous-famille des Myrmicinae,.

### Fossiles
L'holotype C99 vient des terrains sannoisiens de la formation de Célas dans le Gard, et des collections du Muséum d'histoire naturelle de Marseille,.

### Étymologie
L'épithète spécifique oligocenica rappelle l'origine du fossile l'Oligocène.

### Sous-famille
L'espèce initialement décrite dans la sous-famille des Myrmicinae est en 2023 et selon Paleobiology Database, classée dans la sous-famille des Pseudomyrmecinae, depuis 2012 par le myrmécologue américain Barry Bolton,.

## Description

### Caractères
La diagnose de Nicolas Théobald en 1937 : 

« Insecte incomplet, dont la tête, le thorax et les ailes sont conservés. Ailes noirâtres. Tête et thorax pâles. Tête subquadrangulaire avec yeux de petite taille placés latéralement; ocelles non visibles; angles postérieurs arrondis. Cou net. Thorax allongé, rétréci au milieu, la partie postérieure manque. Ailes antérieures bien conservées; stigma net, allongé, étroit; une cellule discoïdale allongée, une cellule radiale, fermée, allongée; deux cellules cubitales fermées; la nervure récurrente limitant la 2° c. cubitale est effacée, mais le rebroussement de la nerveuse cubitale montre nettement qu'il doit exister une 2° c. cubitale fermée. »

### Dimensions
La longueur des ailes est de 9,5 mm, la largeur de l'aile est de 3,5 mm.

### Affinités
« La nervation des ailes caractérise la tribu des Pseudomyrmicini; dans celle-ci le g. Sima, qui vit dans les régions tropicales de l'ancien monde, a des yeux de petite taille. Sima rufonigra ♀ Jerdon atteint une longueur de 13-14 mm.. »

## Biologie
« Sima rufonigra construit son nid dans le creux des arbres (Xylia dolabriformis). Ses morsures sont très douloureuses. Mœurs carnassières. Rothney a décrit des luttes entre Oecophylla smaragdina Fabr. et Sima rufonigra Jerdon. »

## Galerie
- Quelques espèces vivantes du genre Tetraponera.
- Tetraponera aethiops.
- Tetraponera diana.
- Tetraponera exasciata.
- Tetraponera grandidieri.
- Tetraponera hysterica.
- Tetraponera nigra.
- Tetraponera perlonga.
- Tetraponera sahlbergii.

### Publication originale
- [1937] Nicolas Théobald, « Les insectes fossiles des terrains oligocènes de France 473 p., 17 fig., 7 cartes,13 tables, 29 planches hors texte », Bulletin Mensuel de la Société des Sciences de Nancy et Mémoires de la Société des sciences de Nancy, Imprimerie G. Thomas,‎ 1937, p. 1-473 (ISSN 1155-1119 et 2263-6439, OCLC 786027547). .